# Reinhard Jany
Reinhard Jany (* 5. Jänner 1956 in Unterschützen) ist ein österreichischer Politiker (ÖVP) und Landwirt. Jany war von 2005 bis 2010 Mitglied des Bundesrates und war von 2010 bis 2015 Abgeordneter zum Burgenländischen Landtag.
Jany besuchte nach der Volks- und Hauptschule eine Handelsschule und danach eine landwirtschaftliche Schule, die er als landwirtschaftlicher Meister abschloss. Jany leistete zudem 1975 den Präsenzdienst ab. Jany war von 1975 bis 2002 beruflich als Büroangestellter und Landwirt tätig, seit 2002 ist er nur noch als Landwirt aktiv.
Im politischen Bereich begann Jany seine Karriere 2002 als Mitglied des Gemeinderates von Oberschützen, wobei er im November 2005 das Amt des Vizebürgermeisters übernahm und für die Bereiche Landwirtschaft und Feuerwehren verantwortlich ist. Zudem ist er Bezirksparteiobmann-Stellvertreter der ÖVP Oberwart, seit 2002 Kammerrat der Burgenländischen Landwirtschaftskammer und seit 2002 Obmann des Burgenländischen Fleckviehzuchtverbandes. Jany vertrat die ÖVP zwischen dem 25. Oktober 2005 und dem 23. Juni 2010 im Bundesrat und war seit 24. Juni 2010 Abgeordneter zum Burgenländischen Landtag. Jany ist Obmann des Agrarausschusses und ÖVP-Landwirtschaftssprecher.